# Viktor Ivanovič Čepižnij
Viktor Ivanovič Čepižnij, trascritto anche Viktor Chepizhny (in russo Виктор Иванович Чепи́жный?; Dnipropetrovs'k, 18 febbraio 1934), è un compositore di scacchi russo (sovietico fino al 1991.
Ha composto oltre 600 problemi di vari generi, ottenendo numerose premiazioni (80 primi premi).
Ha ricevuto dalla FIDE i titoli di Giudice internazionale per la composizione nel 1965  e di Grande Maestro della composizione nel 1989.
Ha composto molti problemi in collaborazione con Valentyn Rudenko.
Di professione è un ingegnere meccanico,
Due suoi problemi:
|   | a | b | c | d | e | f | g | h |   |
| 8 | d8 alfiere del bianco · c6 pedone del nero · e6 re del nero · f6 cavallo del bianco · g6 cavallo del nero · h6 cavallo del bianco · c5 donna del bianco · e5 cavallo del nero · h5 alfiere del bianco · f4 pedone del nero · f3 pedone del nero · f2 pedone del nero · f1 re del bianco | d8 alfiere del bianco · c6 pedone del nero · e6 re del nero · f6 cavallo del bianco · g6 cavallo del nero · h6 cavallo del bianco · c5 donna del bianco · e5 cavallo del nero · h5 alfiere del bianco · f4 pedone del nero · f3 pedone del nero · f2 pedone del nero · f1 re del bianco | d8 alfiere del bianco · c6 pedone del nero · e6 re del nero · f6 cavallo del bianco · g6 cavallo del nero · h6 cavallo del bianco · c5 donna del bianco · e5 cavallo del nero · h5 alfiere del bianco · f4 pedone del nero · f3 pedone del nero · f2 pedone del nero · f1 re del bianco | d8 alfiere del bianco · c6 pedone del nero · e6 re del nero · f6 cavallo del bianco · g6 cavallo del nero · h6 cavallo del bianco · c5 donna del bianco · e5 cavallo del nero · h5 alfiere del bianco · f4 pedone del nero · f3 pedone del nero · f2 pedone del nero · f1 re del bianco | d8 alfiere del bianco · c6 pedone del nero · e6 re del nero · f6 cavallo del bianco · g6 cavallo del nero · h6 cavallo del bianco · c5 donna del bianco · e5 cavallo del nero · h5 alfiere del bianco · f4 pedone del nero · f3 pedone del nero · f2 pedone del nero · f1 re del bianco | d8 alfiere del bianco · c6 pedone del nero · e6 re del nero · f6 cavallo del bianco · g6 cavallo del nero · h6 cavallo del bianco · c5 donna del bianco · e5 cavallo del nero · h5 alfiere del bianco · f4 pedone del nero · f3 pedone del nero · f2 pedone del nero · f1 re del bianco | d8 alfiere del bianco · c6 pedone del nero · e6 re del nero · f6 cavallo del bianco · g6 cavallo del nero · h6 cavallo del bianco · c5 donna del bianco · e5 cavallo del nero · h5 alfiere del bianco · f4 pedone del nero · f3 pedone del nero · f2 pedone del nero · f1 re del bianco | d8 alfiere del bianco · c6 pedone del nero · e6 re del nero · f6 cavallo del bianco · g6 cavallo del nero · h6 cavallo del bianco · c5 donna del bianco · e5 cavallo del nero · h5 alfiere del bianco · f4 pedone del nero · f3 pedone del nero · f2 pedone del nero · f1 re del bianco | 8 |
| 7 | d8 alfiere del bianco · c6 pedone del nero · e6 re del nero · f6 cavallo del bianco · g6 cavallo del nero · h6 cavallo del bianco · c5 donna del bianco · e5 cavallo del nero · h5 alfiere del bianco · f4 pedone del nero · f3 pedone del nero · f2 pedone del nero · f1 re del bianco | d8 alfiere del bianco · c6 pedone del nero · e6 re del nero · f6 cavallo del bianco · g6 cavallo del nero · h6 cavallo del bianco · c5 donna del bianco · e5 cavallo del nero · h5 alfiere del bianco · f4 pedone del nero · f3 pedone del nero · f2 pedone del nero · f1 re del bianco | d8 alfiere del bianco · c6 pedone del nero · e6 re del nero · f6 cavallo del bianco · g6 cavallo del nero · h6 cavallo del bianco · c5 donna del bianco · e5 cavallo del nero · h5 alfiere del bianco · f4 pedone del nero · f3 pedone del nero · f2 pedone del nero · f1 re del bianco | d8 alfiere del bianco · c6 pedone del nero · e6 re del nero · f6 cavallo del bianco · g6 cavallo del nero · h6 cavallo del bianco · c5 donna del bianco · e5 cavallo del nero · h5 alfiere del bianco · f4 pedone del nero · f3 pedone del nero · f2 pedone del nero · f1 re del bianco | d8 alfiere del bianco · c6 pedone del nero · e6 re del nero · f6 cavallo del bianco · g6 cavallo del nero · h6 cavallo del bianco · c5 donna del bianco · e5 cavallo del nero · h5 alfiere del bianco · f4 pedone del nero · f3 pedone del nero · f2 pedone del nero · f1 re del bianco | d8 alfiere del bianco · c6 pedone del nero · e6 re del nero · f6 cavallo del bianco · g6 cavallo del nero · h6 cavallo del bianco · c5 donna del bianco · e5 cavallo del nero · h5 alfiere del bianco · f4 pedone del nero · f3 pedone del nero · f2 pedone del nero · f1 re del bianco | d8 alfiere del bianco · c6 pedone del nero · e6 re del nero · f6 cavallo del bianco · g6 cavallo del nero · h6 cavallo del bianco · c5 donna del bianco · e5 cavallo del nero · h5 alfiere del bianco · f4 pedone del nero · f3 pedone del nero · f2 pedone del nero · f1 re del bianco | d8 alfiere del bianco · c6 pedone del nero · e6 re del nero · f6 cavallo del bianco · g6 cavallo del nero · h6 cavallo del bianco · c5 donna del bianco · e5 cavallo del nero · h5 alfiere del bianco · f4 pedone del nero · f3 pedone del nero · f2 pedone del nero · f1 re del bianco | 7 |
| 6 | d8 alfiere del bianco · c6 pedone del nero · e6 re del nero · f6 cavallo del bianco · g6 cavallo del nero · h6 cavallo del bianco · c5 donna del bianco · e5 cavallo del nero · h5 alfiere del bianco · f4 pedone del nero · f3 pedone del nero · f2 pedone del nero · f1 re del bianco | d8 alfiere del bianco · c6 pedone del nero · e6 re del nero · f6 cavallo del bianco · g6 cavallo del nero · h6 cavallo del bianco · c5 donna del bianco · e5 cavallo del nero · h5 alfiere del bianco · f4 pedone del nero · f3 pedone del nero · f2 pedone del nero · f1 re del bianco | d8 alfiere del bianco · c6 pedone del nero · e6 re del nero · f6 cavallo del bianco · g6 cavallo del nero · h6 cavallo del bianco · c5 donna del bianco · e5 cavallo del nero · h5 alfiere del bianco · f4 pedone del nero · f3 pedone del nero · f2 pedone del nero · f1 re del bianco | d8 alfiere del bianco · c6 pedone del nero · e6 re del nero · f6 cavallo del bianco · g6 cavallo del nero · h6 cavallo del bianco · c5 donna del bianco · e5 cavallo del nero · h5 alfiere del bianco · f4 pedone del nero · f3 pedone del nero · f2 pedone del nero · f1 re del bianco | d8 alfiere del bianco · c6 pedone del nero · e6 re del nero · f6 cavallo del bianco · g6 cavallo del nero · h6 cavallo del bianco · c5 donna del bianco · e5 cavallo del nero · h5 alfiere del bianco · f4 pedone del nero · f3 pedone del nero · f2 pedone del nero · f1 re del bianco | d8 alfiere del bianco · c6 pedone del nero · e6 re del nero · f6 cavallo del bianco · g6 cavallo del nero · h6 cavallo del bianco · c5 donna del bianco · e5 cavallo del nero · h5 alfiere del bianco · f4 pedone del nero · f3 pedone del nero · f2 pedone del nero · f1 re del bianco | d8 alfiere del bianco · c6 pedone del nero · e6 re del nero · f6 cavallo del bianco · g6 cavallo del nero · h6 cavallo del bianco · c5 donna del bianco · e5 cavallo del nero · h5 alfiere del bianco · f4 pedone del nero · f3 pedone del nero · f2 pedone del nero · f1 re del bianco | d8 alfiere del bianco · c6 pedone del nero · e6 re del nero · f6 cavallo del bianco · g6 cavallo del nero · h6 cavallo del bianco · c5 donna del bianco · e5 cavallo del nero · h5 alfiere del bianco · f4 pedone del nero · f3 pedone del nero · f2 pedone del nero · f1 re del bianco | 6 |
| 5 | d8 alfiere del bianco · c6 pedone del nero · e6 re del nero · f6 cavallo del bianco · g6 cavallo del nero · h6 cavallo del bianco · c5 donna del bianco · e5 cavallo del nero · h5 alfiere del bianco · f4 pedone del nero · f3 pedone del nero · f2 pedone del nero · f1 re del bianco | d8 alfiere del bianco · c6 pedone del nero · e6 re del nero · f6 cavallo del bianco · g6 cavallo del nero · h6 cavallo del bianco · c5 donna del bianco · e5 cavallo del nero · h5 alfiere del bianco · f4 pedone del nero · f3 pedone del nero · f2 pedone del nero · f1 re del bianco | d8 alfiere del bianco · c6 pedone del nero · e6 re del nero · f6 cavallo del bianco · g6 cavallo del nero · h6 cavallo del bianco · c5 donna del bianco · e5 cavallo del nero · h5 alfiere del bianco · f4 pedone del nero · f3 pedone del nero · f2 pedone del nero · f1 re del bianco | d8 alfiere del bianco · c6 pedone del nero · e6 re del nero · f6 cavallo del bianco · g6 cavallo del nero · h6 cavallo del bianco · c5 donna del bianco · e5 cavallo del nero · h5 alfiere del bianco · f4 pedone del nero · f3 pedone del nero · f2 pedone del nero · f1 re del bianco | d8 alfiere del bianco · c6 pedone del nero · e6 re del nero · f6 cavallo del bianco · g6 cavallo del nero · h6 cavallo del bianco · c5 donna del bianco · e5 cavallo del nero · h5 alfiere del bianco · f4 pedone del nero · f3 pedone del nero · f2 pedone del nero · f1 re del bianco | d8 alfiere del bianco · c6 pedone del nero · e6 re del nero · f6 cavallo del bianco · g6 cavallo del nero · h6 cavallo del bianco · c5 donna del bianco · e5 cavallo del nero · h5 alfiere del bianco · f4 pedone del nero · f3 pedone del nero · f2 pedone del nero · f1 re del bianco | d8 alfiere del bianco · c6 pedone del nero · e6 re del nero · f6 cavallo del bianco · g6 cavallo del nero · h6 cavallo del bianco · c5 donna del bianco · e5 cavallo del nero · h5 alfiere del bianco · f4 pedone del nero · f3 pedone del nero · f2 pedone del nero · f1 re del bianco | d8 alfiere del bianco · c6 pedone del nero · e6 re del nero · f6 cavallo del bianco · g6 cavallo del nero · h6 cavallo del bianco · c5 donna del bianco · e5 cavallo del nero · h5 alfiere del bianco · f4 pedone del nero · f3 pedone del nero · f2 pedone del nero · f1 re del bianco | 5 |
| 4 | d8 alfiere del bianco · c6 pedone del nero · e6 re del nero · f6 cavallo del bianco · g6 cavallo del nero · h6 cavallo del bianco · c5 donna del bianco · e5 cavallo del nero · h5 alfiere del bianco · f4 pedone del nero · f3 pedone del nero · f2 pedone del nero · f1 re del bianco | d8 alfiere del bianco · c6 pedone del nero · e6 re del nero · f6 cavallo del bianco · g6 cavallo del nero · h6 cavallo del bianco · c5 donna del bianco · e5 cavallo del nero · h5 alfiere del bianco · f4 pedone del nero · f3 pedone del nero · f2 pedone del nero · f1 re del bianco | d8 alfiere del bianco · c6 pedone del nero · e6 re del nero · f6 cavallo del bianco · g6 cavallo del nero · h6 cavallo del bianco · c5 donna del bianco · e5 cavallo del nero · h5 alfiere del bianco · f4 pedone del nero · f3 pedone del nero · f2 pedone del nero · f1 re del bianco | d8 alfiere del bianco · c6 pedone del nero · e6 re del nero · f6 cavallo del bianco · g6 cavallo del nero · h6 cavallo del bianco · c5 donna del bianco · e5 cavallo del nero · h5 alfiere del bianco · f4 pedone del nero · f3 pedone del nero · f2 pedone del nero · f1 re del bianco | d8 alfiere del bianco · c6 pedone del nero · e6 re del nero · f6 cavallo del bianco · g6 cavallo del nero · h6 cavallo del bianco · c5 donna del bianco · e5 cavallo del nero · h5 alfiere del bianco · f4 pedone del nero · f3 pedone del nero · f2 pedone del nero · f1 re del bianco | d8 alfiere del bianco · c6 pedone del nero · e6 re del nero · f6 cavallo del bianco · g6 cavallo del nero · h6 cavallo del bianco · c5 donna del bianco · e5 cavallo del nero · h5 alfiere del bianco · f4 pedone del nero · f3 pedone del nero · f2 pedone del nero · f1 re del bianco | d8 alfiere del bianco · c6 pedone del nero · e6 re del nero · f6 cavallo del bianco · g6 cavallo del nero · h6 cavallo del bianco · c5 donna del bianco · e5 cavallo del nero · h5 alfiere del bianco · f4 pedone del nero · f3 pedone del nero · f2 pedone del nero · f1 re del bianco | d8 alfiere del bianco · c6 pedone del nero · e6 re del nero · f6 cavallo del bianco · g6 cavallo del nero · h6 cavallo del bianco · c5 donna del bianco · e5 cavallo del nero · h5 alfiere del bianco · f4 pedone del nero · f3 pedone del nero · f2 pedone del nero · f1 re del bianco | 4 |
| 3 | d8 alfiere del bianco · c6 pedone del nero · e6 re del nero · f6 cavallo del bianco · g6 cavallo del nero · h6 cavallo del bianco · c5 donna del bianco · e5 cavallo del nero · h5 alfiere del bianco · f4 pedone del nero · f3 pedone del nero · f2 pedone del nero · f1 re del bianco | d8 alfiere del bianco · c6 pedone del nero · e6 re del nero · f6 cavallo del bianco · g6 cavallo del nero · h6 cavallo del bianco · c5 donna del bianco · e5 cavallo del nero · h5 alfiere del bianco · f4 pedone del nero · f3 pedone del nero · f2 pedone del nero · f1 re del bianco | d8 alfiere del bianco · c6 pedone del nero · e6 re del nero · f6 cavallo del bianco · g6 cavallo del nero · h6 cavallo del bianco · c5 donna del bianco · e5 cavallo del nero · h5 alfiere del bianco · f4 pedone del nero · f3 pedone del nero · f2 pedone del nero · f1 re del bianco | d8 alfiere del bianco · c6 pedone del nero · e6 re del nero · f6 cavallo del bianco · g6 cavallo del nero · h6 cavallo del bianco · c5 donna del bianco · e5 cavallo del nero · h5 alfiere del bianco · f4 pedone del nero · f3 pedone del nero · f2 pedone del nero · f1 re del bianco | d8 alfiere del bianco · c6 pedone del nero · e6 re del nero · f6 cavallo del bianco · g6 cavallo del nero · h6 cavallo del bianco · c5 donna del bianco · e5 cavallo del nero · h5 alfiere del bianco · f4 pedone del nero · f3 pedone del nero · f2 pedone del nero · f1 re del bianco | d8 alfiere del bianco · c6 pedone del nero · e6 re del nero · f6 cavallo del bianco · g6 cavallo del nero · h6 cavallo del bianco · c5 donna del bianco · e5 cavallo del nero · h5 alfiere del bianco · f4 pedone del nero · f3 pedone del nero · f2 pedone del nero · f1 re del bianco | d8 alfiere del bianco · c6 pedone del nero · e6 re del nero · f6 cavallo del bianco · g6 cavallo del nero · h6 cavallo del bianco · c5 donna del bianco · e5 cavallo del nero · h5 alfiere del bianco · f4 pedone del nero · f3 pedone del nero · f2 pedone del nero · f1 re del bianco | d8 alfiere del bianco · c6 pedone del nero · e6 re del nero · f6 cavallo del bianco · g6 cavallo del nero · h6 cavallo del bianco · c5 donna del bianco · e5 cavallo del nero · h5 alfiere del bianco · f4 pedone del nero · f3 pedone del nero · f2 pedone del nero · f1 re del bianco | 3 |
| 2 | d8 alfiere del bianco · c6 pedone del nero · e6 re del nero · f6 cavallo del bianco · g6 cavallo del nero · h6 cavallo del bianco · c5 donna del bianco · e5 cavallo del nero · h5 alfiere del bianco · f4 pedone del nero · f3 pedone del nero · f2 pedone del nero · f1 re del bianco | d8 alfiere del bianco · c6 pedone del nero · e6 re del nero · f6 cavallo del bianco · g6 cavallo del nero · h6 cavallo del bianco · c5 donna del bianco · e5 cavallo del nero · h5 alfiere del bianco · f4 pedone del nero · f3 pedone del nero · f2 pedone del nero · f1 re del bianco | d8 alfiere del bianco · c6 pedone del nero · e6 re del nero · f6 cavallo del bianco · g6 cavallo del nero · h6 cavallo del bianco · c5 donna del bianco · e5 cavallo del nero · h5 alfiere del bianco · f4 pedone del nero · f3 pedone del nero · f2 pedone del nero · f1 re del bianco | d8 alfiere del bianco · c6 pedone del nero · e6 re del nero · f6 cavallo del bianco · g6 cavallo del nero · h6 cavallo del bianco · c5 donna del bianco · e5 cavallo del nero · h5 alfiere del bianco · f4 pedone del nero · f3 pedone del nero · f2 pedone del nero · f1 re del bianco | d8 alfiere del bianco · c6 pedone del nero · e6 re del nero · f6 cavallo del bianco · g6 cavallo del nero · h6 cavallo del bianco · c5 donna del bianco · e5 cavallo del nero · h5 alfiere del bianco · f4 pedone del nero · f3 pedone del nero · f2 pedone del nero · f1 re del bianco | d8 alfiere del bianco · c6 pedone del nero · e6 re del nero · f6 cavallo del bianco · g6 cavallo del nero · h6 cavallo del bianco · c5 donna del bianco · e5 cavallo del nero · h5 alfiere del bianco · f4 pedone del nero · f3 pedone del nero · f2 pedone del nero · f1 re del bianco | d8 alfiere del bianco · c6 pedone del nero · e6 re del nero · f6 cavallo del bianco · g6 cavallo del nero · h6 cavallo del bianco · c5 donna del bianco · e5 cavallo del nero · h5 alfiere del bianco · f4 pedone del nero · f3 pedone del nero · f2 pedone del nero · f1 re del bianco | d8 alfiere del bianco · c6 pedone del nero · e6 re del nero · f6 cavallo del bianco · g6 cavallo del nero · h6 cavallo del bianco · c5 donna del bianco · e5 cavallo del nero · h5 alfiere del bianco · f4 pedone del nero · f3 pedone del nero · f2 pedone del nero · f1 re del bianco | 2 |
| 1 | d8 alfiere del bianco · c6 pedone del nero · e6 re del nero · f6 cavallo del bianco · g6 cavallo del nero · h6 cavallo del bianco · c5 donna del bianco · e5 cavallo del nero · h5 alfiere del bianco · f4 pedone del nero · f3 pedone del nero · f2 pedone del nero · f1 re del bianco | d8 alfiere del bianco · c6 pedone del nero · e6 re del nero · f6 cavallo del bianco · g6 cavallo del nero · h6 cavallo del bianco · c5 donna del bianco · e5 cavallo del nero · h5 alfiere del bianco · f4 pedone del nero · f3 pedone del nero · f2 pedone del nero · f1 re del bianco | d8 alfiere del bianco · c6 pedone del nero · e6 re del nero · f6 cavallo del bianco · g6 cavallo del nero · h6 cavallo del bianco · c5 donna del bianco · e5 cavallo del nero · h5 alfiere del bianco · f4 pedone del nero · f3 pedone del nero · f2 pedone del nero · f1 re del bianco | d8 alfiere del bianco · c6 pedone del nero · e6 re del nero · f6 cavallo del bianco · g6 cavallo del nero · h6 cavallo del bianco · c5 donna del bianco · e5 cavallo del nero · h5 alfiere del bianco · f4 pedone del nero · f3 pedone del nero · f2 pedone del nero · f1 re del bianco | d8 alfiere del bianco · c6 pedone del nero · e6 re del nero · f6 cavallo del bianco · g6 cavallo del nero · h6 cavallo del bianco · c5 donna del bianco · e5 cavallo del nero · h5 alfiere del bianco · f4 pedone del nero · f3 pedone del nero · f2 pedone del nero · f1 re del bianco | d8 alfiere del bianco · c6 pedone del nero · e6 re del nero · f6 cavallo del bianco · g6 cavallo del nero · h6 cavallo del bianco · c5 donna del bianco · e5 cavallo del nero · h5 alfiere del bianco · f4 pedone del nero · f3 pedone del nero · f2 pedone del nero · f1 re del bianco | d8 alfiere del bianco · c6 pedone del nero · e6 re del nero · f6 cavallo del bianco · g6 cavallo del nero · h6 cavallo del bianco · c5 donna del bianco · e5 cavallo del nero · h5 alfiere del bianco · f4 pedone del nero · f3 pedone del nero · f2 pedone del nero · f1 re del bianco | d8 alfiere del bianco · c6 pedone del nero · e6 re del nero · f6 cavallo del bianco · g6 cavallo del nero · h6 cavallo del bianco · c5 donna del bianco · e5 cavallo del nero · h5 alfiere del bianco · f4 pedone del nero · f3 pedone del nero · f2 pedone del nero · f1 re del bianco | 1 |
|   | a | b | c | d | e | f | g | h |   |

Soluzione:
1. Cf7!  (zugzwamg)
1... Rf5  2. Ag4#

1... Rxf7  2. De7#

1... Cg ~  2. Dx5#

1... Ce ~  2. Cg5#
|   | a | b | c | d | e | f | g | h |   |
| 8 | c8 alfiere del bianco · c7 pedone del nero · h7 alfiere del nero · b6 alfiere del bianco · c6 re del bianco · d6 pedone del nero · f6 torre del bianco · h6 alfiere del nero · c4 cavallo del bianco · d4 pedone del bianco · e4 re del nero · f4 cavallo del nero · a3 torre del nero · e3 cavallo del bianco · d2 donna del bianco · e2 pedone del bianco · a1 cavallo del nero · f1 torre del nero | c8 alfiere del bianco · c7 pedone del nero · h7 alfiere del nero · b6 alfiere del bianco · c6 re del bianco · d6 pedone del nero · f6 torre del bianco · h6 alfiere del nero · c4 cavallo del bianco · d4 pedone del bianco · e4 re del nero · f4 cavallo del nero · a3 torre del nero · e3 cavallo del bianco · d2 donna del bianco · e2 pedone del bianco · a1 cavallo del nero · f1 torre del nero | c8 alfiere del bianco · c7 pedone del nero · h7 alfiere del nero · b6 alfiere del bianco · c6 re del bianco · d6 pedone del nero · f6 torre del bianco · h6 alfiere del nero · c4 cavallo del bianco · d4 pedone del bianco · e4 re del nero · f4 cavallo del nero · a3 torre del nero · e3 cavallo del bianco · d2 donna del bianco · e2 pedone del bianco · a1 cavallo del nero · f1 torre del nero | c8 alfiere del bianco · c7 pedone del nero · h7 alfiere del nero · b6 alfiere del bianco · c6 re del bianco · d6 pedone del nero · f6 torre del bianco · h6 alfiere del nero · c4 cavallo del bianco · d4 pedone del bianco · e4 re del nero · f4 cavallo del nero · a3 torre del nero · e3 cavallo del bianco · d2 donna del bianco · e2 pedone del bianco · a1 cavallo del nero · f1 torre del nero | c8 alfiere del bianco · c7 pedone del nero · h7 alfiere del nero · b6 alfiere del bianco · c6 re del bianco · d6 pedone del nero · f6 torre del bianco · h6 alfiere del nero · c4 cavallo del bianco · d4 pedone del bianco · e4 re del nero · f4 cavallo del nero · a3 torre del nero · e3 cavallo del bianco · d2 donna del bianco · e2 pedone del bianco · a1 cavallo del nero · f1 torre del nero | c8 alfiere del bianco · c7 pedone del nero · h7 alfiere del nero · b6 alfiere del bianco · c6 re del bianco · d6 pedone del nero · f6 torre del bianco · h6 alfiere del nero · c4 cavallo del bianco · d4 pedone del bianco · e4 re del nero · f4 cavallo del nero · a3 torre del nero · e3 cavallo del bianco · d2 donna del bianco · e2 pedone del bianco · a1 cavallo del nero · f1 torre del nero | c8 alfiere del bianco · c7 pedone del nero · h7 alfiere del nero · b6 alfiere del bianco · c6 re del bianco · d6 pedone del nero · f6 torre del bianco · h6 alfiere del nero · c4 cavallo del bianco · d4 pedone del bianco · e4 re del nero · f4 cavallo del nero · a3 torre del nero · e3 cavallo del bianco · d2 donna del bianco · e2 pedone del bianco · a1 cavallo del nero · f1 torre del nero | c8 alfiere del bianco · c7 pedone del nero · h7 alfiere del nero · b6 alfiere del bianco · c6 re del bianco · d6 pedone del nero · f6 torre del bianco · h6 alfiere del nero · c4 cavallo del bianco · d4 pedone del bianco · e4 re del nero · f4 cavallo del nero · a3 torre del nero · e3 cavallo del bianco · d2 donna del bianco · e2 pedone del bianco · a1 cavallo del nero · f1 torre del nero | 8 |
| 7 | c8 alfiere del bianco · c7 pedone del nero · h7 alfiere del nero · b6 alfiere del bianco · c6 re del bianco · d6 pedone del nero · f6 torre del bianco · h6 alfiere del nero · c4 cavallo del bianco · d4 pedone del bianco · e4 re del nero · f4 cavallo del nero · a3 torre del nero · e3 cavallo del bianco · d2 donna del bianco · e2 pedone del bianco · a1 cavallo del nero · f1 torre del nero | c8 alfiere del bianco · c7 pedone del nero · h7 alfiere del nero · b6 alfiere del bianco · c6 re del bianco · d6 pedone del nero · f6 torre del bianco · h6 alfiere del nero · c4 cavallo del bianco · d4 pedone del bianco · e4 re del nero · f4 cavallo del nero · a3 torre del nero · e3 cavallo del bianco · d2 donna del bianco · e2 pedone del bianco · a1 cavallo del nero · f1 torre del nero | c8 alfiere del bianco · c7 pedone del nero · h7 alfiere del nero · b6 alfiere del bianco · c6 re del bianco · d6 pedone del nero · f6 torre del bianco · h6 alfiere del nero · c4 cavallo del bianco · d4 pedone del bianco · e4 re del nero · f4 cavallo del nero · a3 torre del nero · e3 cavallo del bianco · d2 donna del bianco · e2 pedone del bianco · a1 cavallo del nero · f1 torre del nero | c8 alfiere del bianco · c7 pedone del nero · h7 alfiere del nero · b6 alfiere del bianco · c6 re del bianco · d6 pedone del nero · f6 torre del bianco · h6 alfiere del nero · c4 cavallo del bianco · d4 pedone del bianco · e4 re del nero · f4 cavallo del nero · a3 torre del nero · e3 cavallo del bianco · d2 donna del bianco · e2 pedone del bianco · a1 cavallo del nero · f1 torre del nero | c8 alfiere del bianco · c7 pedone del nero · h7 alfiere del nero · b6 alfiere del bianco · c6 re del bianco · d6 pedone del nero · f6 torre del bianco · h6 alfiere del nero · c4 cavallo del bianco · d4 pedone del bianco · e4 re del nero · f4 cavallo del nero · a3 torre del nero · e3 cavallo del bianco · d2 donna del bianco · e2 pedone del bianco · a1 cavallo del nero · f1 torre del nero | c8 alfiere del bianco · c7 pedone del nero · h7 alfiere del nero · b6 alfiere del bianco · c6 re del bianco · d6 pedone del nero · f6 torre del bianco · h6 alfiere del nero · c4 cavallo del bianco · d4 pedone del bianco · e4 re del nero · f4 cavallo del nero · a3 torre del nero · e3 cavallo del bianco · d2 donna del bianco · e2 pedone del bianco · a1 cavallo del nero · f1 torre del nero | c8 alfiere del bianco · c7 pedone del nero · h7 alfiere del nero · b6 alfiere del bianco · c6 re del bianco · d6 pedone del nero · f6 torre del bianco · h6 alfiere del nero · c4 cavallo del bianco · d4 pedone del bianco · e4 re del nero · f4 cavallo del nero · a3 torre del nero · e3 cavallo del bianco · d2 donna del bianco · e2 pedone del bianco · a1 cavallo del nero · f1 torre del nero | c8 alfiere del bianco · c7 pedone del nero · h7 alfiere del nero · b6 alfiere del bianco · c6 re del bianco · d6 pedone del nero · f6 torre del bianco · h6 alfiere del nero · c4 cavallo del bianco · d4 pedone del bianco · e4 re del nero · f4 cavallo del nero · a3 torre del nero · e3 cavallo del bianco · d2 donna del bianco · e2 pedone del bianco · a1 cavallo del nero · f1 torre del nero | 7 |
| 6 | c8 alfiere del bianco · c7 pedone del nero · h7 alfiere del nero · b6 alfiere del bianco · c6 re del bianco · d6 pedone del nero · f6 torre del bianco · h6 alfiere del nero · c4 cavallo del bianco · d4 pedone del bianco · e4 re del nero · f4 cavallo del nero · a3 torre del nero · e3 cavallo del bianco · d2 donna del bianco · e2 pedone del bianco · a1 cavallo del nero · f1 torre del nero | c8 alfiere del bianco · c7 pedone del nero · h7 alfiere del nero · b6 alfiere del bianco · c6 re del bianco · d6 pedone del nero · f6 torre del bianco · h6 alfiere del nero · c4 cavallo del bianco · d4 pedone del bianco · e4 re del nero · f4 cavallo del nero · a3 torre del nero · e3 cavallo del bianco · d2 donna del bianco · e2 pedone del bianco · a1 cavallo del nero · f1 torre del nero | c8 alfiere del bianco · c7 pedone del nero · h7 alfiere del nero · b6 alfiere del bianco · c6 re del bianco · d6 pedone del nero · f6 torre del bianco · h6 alfiere del nero · c4 cavallo del bianco · d4 pedone del bianco · e4 re del nero · f4 cavallo del nero · a3 torre del nero · e3 cavallo del bianco · d2 donna del bianco · e2 pedone del bianco · a1 cavallo del nero · f1 torre del nero | c8 alfiere del bianco · c7 pedone del nero · h7 alfiere del nero · b6 alfiere del bianco · c6 re del bianco · d6 pedone del nero · f6 torre del bianco · h6 alfiere del nero · c4 cavallo del bianco · d4 pedone del bianco · e4 re del nero · f4 cavallo del nero · a3 torre del nero · e3 cavallo del bianco · d2 donna del bianco · e2 pedone del bianco · a1 cavallo del nero · f1 torre del nero | c8 alfiere del bianco · c7 pedone del nero · h7 alfiere del nero · b6 alfiere del bianco · c6 re del bianco · d6 pedone del nero · f6 torre del bianco · h6 alfiere del nero · c4 cavallo del bianco · d4 pedone del bianco · e4 re del nero · f4 cavallo del nero · a3 torre del nero · e3 cavallo del bianco · d2 donna del bianco · e2 pedone del bianco · a1 cavallo del nero · f1 torre del nero | c8 alfiere del bianco · c7 pedone del nero · h7 alfiere del nero · b6 alfiere del bianco · c6 re del bianco · d6 pedone del nero · f6 torre del bianco · h6 alfiere del nero · c4 cavallo del bianco · d4 pedone del bianco · e4 re del nero · f4 cavallo del nero · a3 torre del nero · e3 cavallo del bianco · d2 donna del bianco · e2 pedone del bianco · a1 cavallo del nero · f1 torre del nero | c8 alfiere del bianco · c7 pedone del nero · h7 alfiere del nero · b6 alfiere del bianco · c6 re del bianco · d6 pedone del nero · f6 torre del bianco · h6 alfiere del nero · c4 cavallo del bianco · d4 pedone del bianco · e4 re del nero · f4 cavallo del nero · a3 torre del nero · e3 cavallo del bianco · d2 donna del bianco · e2 pedone del bianco · a1 cavallo del nero · f1 torre del nero | c8 alfiere del bianco · c7 pedone del nero · h7 alfiere del nero · b6 alfiere del bianco · c6 re del bianco · d6 pedone del nero · f6 torre del bianco · h6 alfiere del nero · c4 cavallo del bianco · d4 pedone del bianco · e4 re del nero · f4 cavallo del nero · a3 torre del nero · e3 cavallo del bianco · d2 donna del bianco · e2 pedone del bianco · a1 cavallo del nero · f1 torre del nero | 6 |
| 5 | c8 alfiere del bianco · c7 pedone del nero · h7 alfiere del nero · b6 alfiere del bianco · c6 re del bianco · d6 pedone del nero · f6 torre del bianco · h6 alfiere del nero · c4 cavallo del bianco · d4 pedone del bianco · e4 re del nero · f4 cavallo del nero · a3 torre del nero · e3 cavallo del bianco · d2 donna del bianco · e2 pedone del bianco · a1 cavallo del nero · f1 torre del nero | c8 alfiere del bianco · c7 pedone del nero · h7 alfiere del nero · b6 alfiere del bianco · c6 re del bianco · d6 pedone del nero · f6 torre del bianco · h6 alfiere del nero · c4 cavallo del bianco · d4 pedone del bianco · e4 re del nero · f4 cavallo del nero · a3 torre del nero · e3 cavallo del bianco · d2 donna del bianco · e2 pedone del bianco · a1 cavallo del nero · f1 torre del nero | c8 alfiere del bianco · c7 pedone del nero · h7 alfiere del nero · b6 alfiere del bianco · c6 re del bianco · d6 pedone del nero · f6 torre del bianco · h6 alfiere del nero · c4 cavallo del bianco · d4 pedone del bianco · e4 re del nero · f4 cavallo del nero · a3 torre del nero · e3 cavallo del bianco · d2 donna del bianco · e2 pedone del bianco · a1 cavallo del nero · f1 torre del nero | c8 alfiere del bianco · c7 pedone del nero · h7 alfiere del nero · b6 alfiere del bianco · c6 re del bianco · d6 pedone del nero · f6 torre del bianco · h6 alfiere del nero · c4 cavallo del bianco · d4 pedone del bianco · e4 re del nero · f4 cavallo del nero · a3 torre del nero · e3 cavallo del bianco · d2 donna del bianco · e2 pedone del bianco · a1 cavallo del nero · f1 torre del nero | c8 alfiere del bianco · c7 pedone del nero · h7 alfiere del nero · b6 alfiere del bianco · c6 re del bianco · d6 pedone del nero · f6 torre del bianco · h6 alfiere del nero · c4 cavallo del bianco · d4 pedone del bianco · e4 re del nero · f4 cavallo del nero · a3 torre del nero · e3 cavallo del bianco · d2 donna del bianco · e2 pedone del bianco · a1 cavallo del nero · f1 torre del nero | c8 alfiere del bianco · c7 pedone del nero · h7 alfiere del nero · b6 alfiere del bianco · c6 re del bianco · d6 pedone del nero · f6 torre del bianco · h6 alfiere del nero · c4 cavallo del bianco · d4 pedone del bianco · e4 re del nero · f4 cavallo del nero · a3 torre del nero · e3 cavallo del bianco · d2 donna del bianco · e2 pedone del bianco · a1 cavallo del nero · f1 torre del nero | c8 alfiere del bianco · c7 pedone del nero · h7 alfiere del nero · b6 alfiere del bianco · c6 re del bianco · d6 pedone del nero · f6 torre del bianco · h6 alfiere del nero · c4 cavallo del bianco · d4 pedone del bianco · e4 re del nero · f4 cavallo del nero · a3 torre del nero · e3 cavallo del bianco · d2 donna del bianco · e2 pedone del bianco · a1 cavallo del nero · f1 torre del nero | c8 alfiere del bianco · c7 pedone del nero · h7 alfiere del nero · b6 alfiere del bianco · c6 re del bianco · d6 pedone del nero · f6 torre del bianco · h6 alfiere del nero · c4 cavallo del bianco · d4 pedone del bianco · e4 re del nero · f4 cavallo del nero · a3 torre del nero · e3 cavallo del bianco · d2 donna del bianco · e2 pedone del bianco · a1 cavallo del nero · f1 torre del nero | 5 |
| 4 | c8 alfiere del bianco · c7 pedone del nero · h7 alfiere del nero · b6 alfiere del bianco · c6 re del bianco · d6 pedone del nero · f6 torre del bianco · h6 alfiere del nero · c4 cavallo del bianco · d4 pedone del bianco · e4 re del nero · f4 cavallo del nero · a3 torre del nero · e3 cavallo del bianco · d2 donna del bianco · e2 pedone del bianco · a1 cavallo del nero · f1 torre del nero | c8 alfiere del bianco · c7 pedone del nero · h7 alfiere del nero · b6 alfiere del bianco · c6 re del bianco · d6 pedone del nero · f6 torre del bianco · h6 alfiere del nero · c4 cavallo del bianco · d4 pedone del bianco · e4 re del nero · f4 cavallo del nero · a3 torre del nero · e3 cavallo del bianco · d2 donna del bianco · e2 pedone del bianco · a1 cavallo del nero · f1 torre del nero | c8 alfiere del bianco · c7 pedone del nero · h7 alfiere del nero · b6 alfiere del bianco · c6 re del bianco · d6 pedone del nero · f6 torre del bianco · h6 alfiere del nero · c4 cavallo del bianco · d4 pedone del bianco · e4 re del nero · f4 cavallo del nero · a3 torre del nero · e3 cavallo del bianco · d2 donna del bianco · e2 pedone del bianco · a1 cavallo del nero · f1 torre del nero | c8 alfiere del bianco · c7 pedone del nero · h7 alfiere del nero · b6 alfiere del bianco · c6 re del bianco · d6 pedone del nero · f6 torre del bianco · h6 alfiere del nero · c4 cavallo del bianco · d4 pedone del bianco · e4 re del nero · f4 cavallo del nero · a3 torre del nero · e3 cavallo del bianco · d2 donna del bianco · e2 pedone del bianco · a1 cavallo del nero · f1 torre del nero | c8 alfiere del bianco · c7 pedone del nero · h7 alfiere del nero · b6 alfiere del bianco · c6 re del bianco · d6 pedone del nero · f6 torre del bianco · h6 alfiere del nero · c4 cavallo del bianco · d4 pedone del bianco · e4 re del nero · f4 cavallo del nero · a3 torre del nero · e3 cavallo del bianco · d2 donna del bianco · e2 pedone del bianco · a1 cavallo del nero · f1 torre del nero | c8 alfiere del bianco · c7 pedone del nero · h7 alfiere del nero · b6 alfiere del bianco · c6 re del bianco · d6 pedone del nero · f6 torre del bianco · h6 alfiere del nero · c4 cavallo del bianco · d4 pedone del bianco · e4 re del nero · f4 cavallo del nero · a3 torre del nero · e3 cavallo del bianco · d2 donna del bianco · e2 pedone del bianco · a1 cavallo del nero · f1 torre del nero | c8 alfiere del bianco · c7 pedone del nero · h7 alfiere del nero · b6 alfiere del bianco · c6 re del bianco · d6 pedone del nero · f6 torre del bianco · h6 alfiere del nero · c4 cavallo del bianco · d4 pedone del bianco · e4 re del nero · f4 cavallo del nero · a3 torre del nero · e3 cavallo del bianco · d2 donna del bianco · e2 pedone del bianco · a1 cavallo del nero · f1 torre del nero | c8 alfiere del bianco · c7 pedone del nero · h7 alfiere del nero · b6 alfiere del bianco · c6 re del bianco · d6 pedone del nero · f6 torre del bianco · h6 alfiere del nero · c4 cavallo del bianco · d4 pedone del bianco · e4 re del nero · f4 cavallo del nero · a3 torre del nero · e3 cavallo del bianco · d2 donna del bianco · e2 pedone del bianco · a1 cavallo del nero · f1 torre del nero | 4 |
| 3 | c8 alfiere del bianco · c7 pedone del nero · h7 alfiere del nero · b6 alfiere del bianco · c6 re del bianco · d6 pedone del nero · f6 torre del bianco · h6 alfiere del nero · c4 cavallo del bianco · d4 pedone del bianco · e4 re del nero · f4 cavallo del nero · a3 torre del nero · e3 cavallo del bianco · d2 donna del bianco · e2 pedone del bianco · a1 cavallo del nero · f1 torre del nero | c8 alfiere del bianco · c7 pedone del nero · h7 alfiere del nero · b6 alfiere del bianco · c6 re del bianco · d6 pedone del nero · f6 torre del bianco · h6 alfiere del nero · c4 cavallo del bianco · d4 pedone del bianco · e4 re del nero · f4 cavallo del nero · a3 torre del nero · e3 cavallo del bianco · d2 donna del bianco · e2 pedone del bianco · a1 cavallo del nero · f1 torre del nero | c8 alfiere del bianco · c7 pedone del nero · h7 alfiere del nero · b6 alfiere del bianco · c6 re del bianco · d6 pedone del nero · f6 torre del bianco · h6 alfiere del nero · c4 cavallo del bianco · d4 pedone del bianco · e4 re del nero · f4 cavallo del nero · a3 torre del nero · e3 cavallo del bianco · d2 donna del bianco · e2 pedone del bianco · a1 cavallo del nero · f1 torre del nero | c8 alfiere del bianco · c7 pedone del nero · h7 alfiere del nero · b6 alfiere del bianco · c6 re del bianco · d6 pedone del nero · f6 torre del bianco · h6 alfiere del nero · c4 cavallo del bianco · d4 pedone del bianco · e4 re del nero · f4 cavallo del nero · a3 torre del nero · e3 cavallo del bianco · d2 donna del bianco · e2 pedone del bianco · a1 cavallo del nero · f1 torre del nero | c8 alfiere del bianco · c7 pedone del nero · h7 alfiere del nero · b6 alfiere del bianco · c6 re del bianco · d6 pedone del nero · f6 torre del bianco · h6 alfiere del nero · c4 cavallo del bianco · d4 pedone del bianco · e4 re del nero · f4 cavallo del nero · a3 torre del nero · e3 cavallo del bianco · d2 donna del bianco · e2 pedone del bianco · a1 cavallo del nero · f1 torre del nero | c8 alfiere del bianco · c7 pedone del nero · h7 alfiere del nero · b6 alfiere del bianco · c6 re del bianco · d6 pedone del nero · f6 torre del bianco · h6 alfiere del nero · c4 cavallo del bianco · d4 pedone del bianco · e4 re del nero · f4 cavallo del nero · a3 torre del nero · e3 cavallo del bianco · d2 donna del bianco · e2 pedone del bianco · a1 cavallo del nero · f1 torre del nero | c8 alfiere del bianco · c7 pedone del nero · h7 alfiere del nero · b6 alfiere del bianco · c6 re del bianco · d6 pedone del nero · f6 torre del bianco · h6 alfiere del nero · c4 cavallo del bianco · d4 pedone del bianco · e4 re del nero · f4 cavallo del nero · a3 torre del nero · e3 cavallo del bianco · d2 donna del bianco · e2 pedone del bianco · a1 cavallo del nero · f1 torre del nero | c8 alfiere del bianco · c7 pedone del nero · h7 alfiere del nero · b6 alfiere del bianco · c6 re del bianco · d6 pedone del nero · f6 torre del bianco · h6 alfiere del nero · c4 cavallo del bianco · d4 pedone del bianco · e4 re del nero · f4 cavallo del nero · a3 torre del nero · e3 cavallo del bianco · d2 donna del bianco · e2 pedone del bianco · a1 cavallo del nero · f1 torre del nero | 3 |
| 2 | c8 alfiere del bianco · c7 pedone del nero · h7 alfiere del nero · b6 alfiere del bianco · c6 re del bianco · d6 pedone del nero · f6 torre del bianco · h6 alfiere del nero · c4 cavallo del bianco · d4 pedone del bianco · e4 re del nero · f4 cavallo del nero · a3 torre del nero · e3 cavallo del bianco · d2 donna del bianco · e2 pedone del bianco · a1 cavallo del nero · f1 torre del nero | c8 alfiere del bianco · c7 pedone del nero · h7 alfiere del nero · b6 alfiere del bianco · c6 re del bianco · d6 pedone del nero · f6 torre del bianco · h6 alfiere del nero · c4 cavallo del bianco · d4 pedone del bianco · e4 re del nero · f4 cavallo del nero · a3 torre del nero · e3 cavallo del bianco · d2 donna del bianco · e2 pedone del bianco · a1 cavallo del nero · f1 torre del nero | c8 alfiere del bianco · c7 pedone del nero · h7 alfiere del nero · b6 alfiere del bianco · c6 re del bianco · d6 pedone del nero · f6 torre del bianco · h6 alfiere del nero · c4 cavallo del bianco · d4 pedone del bianco · e4 re del nero · f4 cavallo del nero · a3 torre del nero · e3 cavallo del bianco · d2 donna del bianco · e2 pedone del bianco · a1 cavallo del nero · f1 torre del nero | c8 alfiere del bianco · c7 pedone del nero · h7 alfiere del nero · b6 alfiere del bianco · c6 re del bianco · d6 pedone del nero · f6 torre del bianco · h6 alfiere del nero · c4 cavallo del bianco · d4 pedone del bianco · e4 re del nero · f4 cavallo del nero · a3 torre del nero · e3 cavallo del bianco · d2 donna del bianco · e2 pedone del bianco · a1 cavallo del nero · f1 torre del nero | c8 alfiere del bianco · c7 pedone del nero · h7 alfiere del nero · b6 alfiere del bianco · c6 re del bianco · d6 pedone del nero · f6 torre del bianco · h6 alfiere del nero · c4 cavallo del bianco · d4 pedone del bianco · e4 re del nero · f4 cavallo del nero · a3 torre del nero · e3 cavallo del bianco · d2 donna del bianco · e2 pedone del bianco · a1 cavallo del nero · f1 torre del nero | c8 alfiere del bianco · c7 pedone del nero · h7 alfiere del nero · b6 alfiere del bianco · c6 re del bianco · d6 pedone del nero · f6 torre del bianco · h6 alfiere del nero · c4 cavallo del bianco · d4 pedone del bianco · e4 re del nero · f4 cavallo del nero · a3 torre del nero · e3 cavallo del bianco · d2 donna del bianco · e2 pedone del bianco · a1 cavallo del nero · f1 torre del nero | c8 alfiere del bianco · c7 pedone del nero · h7 alfiere del nero · b6 alfiere del bianco · c6 re del bianco · d6 pedone del nero · f6 torre del bianco · h6 alfiere del nero · c4 cavallo del bianco · d4 pedone del bianco · e4 re del nero · f4 cavallo del nero · a3 torre del nero · e3 cavallo del bianco · d2 donna del bianco · e2 pedone del bianco · a1 cavallo del nero · f1 torre del nero | c8 alfiere del bianco · c7 pedone del nero · h7 alfiere del nero · b6 alfiere del bianco · c6 re del bianco · d6 pedone del nero · f6 torre del bianco · h6 alfiere del nero · c4 cavallo del bianco · d4 pedone del bianco · e4 re del nero · f4 cavallo del nero · a3 torre del nero · e3 cavallo del bianco · d2 donna del bianco · e2 pedone del bianco · a1 cavallo del nero · f1 torre del nero | 2 |
| 1 | c8 alfiere del bianco · c7 pedone del nero · h7 alfiere del nero · b6 alfiere del bianco · c6 re del bianco · d6 pedone del nero · f6 torre del bianco · h6 alfiere del nero · c4 cavallo del bianco · d4 pedone del bianco · e4 re del nero · f4 cavallo del nero · a3 torre del nero · e3 cavallo del bianco · d2 donna del bianco · e2 pedone del bianco · a1 cavallo del nero · f1 torre del nero | c8 alfiere del bianco · c7 pedone del nero · h7 alfiere del nero · b6 alfiere del bianco · c6 re del bianco · d6 pedone del nero · f6 torre del bianco · h6 alfiere del nero · c4 cavallo del bianco · d4 pedone del bianco · e4 re del nero · f4 cavallo del nero · a3 torre del nero · e3 cavallo del bianco · d2 donna del bianco · e2 pedone del bianco · a1 cavallo del nero · f1 torre del nero | c8 alfiere del bianco · c7 pedone del nero · h7 alfiere del nero · b6 alfiere del bianco · c6 re del bianco · d6 pedone del nero · f6 torre del bianco · h6 alfiere del nero · c4 cavallo del bianco · d4 pedone del bianco · e4 re del nero · f4 cavallo del nero · a3 torre del nero · e3 cavallo del bianco · d2 donna del bianco · e2 pedone del bianco · a1 cavallo del nero · f1 torre del nero | c8 alfiere del bianco · c7 pedone del nero · h7 alfiere del nero · b6 alfiere del bianco · c6 re del bianco · d6 pedone del nero · f6 torre del bianco · h6 alfiere del nero · c4 cavallo del bianco · d4 pedone del bianco · e4 re del nero · f4 cavallo del nero · a3 torre del nero · e3 cavallo del bianco · d2 donna del bianco · e2 pedone del bianco · a1 cavallo del nero · f1 torre del nero | c8 alfiere del bianco · c7 pedone del nero · h7 alfiere del nero · b6 alfiere del bianco · c6 re del bianco · d6 pedone del nero · f6 torre del bianco · h6 alfiere del nero · c4 cavallo del bianco · d4 pedone del bianco · e4 re del nero · f4 cavallo del nero · a3 torre del nero · e3 cavallo del bianco · d2 donna del bianco · e2 pedone del bianco · a1 cavallo del nero · f1 torre del nero | c8 alfiere del bianco · c7 pedone del nero · h7 alfiere del nero · b6 alfiere del bianco · c6 re del bianco · d6 pedone del nero · f6 torre del bianco · h6 alfiere del nero · c4 cavallo del bianco · d4 pedone del bianco · e4 re del nero · f4 cavallo del nero · a3 torre del nero · e3 cavallo del bianco · d2 donna del bianco · e2 pedone del bianco · a1 cavallo del nero · f1 torre del nero | c8 alfiere del bianco · c7 pedone del nero · h7 alfiere del nero · b6 alfiere del bianco · c6 re del bianco · d6 pedone del nero · f6 torre del bianco · h6 alfiere del nero · c4 cavallo del bianco · d4 pedone del bianco · e4 re del nero · f4 cavallo del nero · a3 torre del nero · e3 cavallo del bianco · d2 donna del bianco · e2 pedone del bianco · a1 cavallo del nero · f1 torre del nero | c8 alfiere del bianco · c7 pedone del nero · h7 alfiere del nero · b6 alfiere del bianco · c6 re del bianco · d6 pedone del nero · f6 torre del bianco · h6 alfiere del nero · c4 cavallo del bianco · d4 pedone del bianco · e4 re del nero · f4 cavallo del nero · a3 torre del nero · e3 cavallo del bianco · d2 donna del bianco · e2 pedone del bianco · a1 cavallo del nero · f1 torre del nero | 1 |
|   | a | b | c | d | e | f | g | h |   |

Soluzione:
1. Cg4!  (min. 2. De3+ Txe3 3. Cd2#)
1... C ~  2. Te6+ Rf5  3. Cxh6#

1... Cg6  2. Df4+! Txf4  3. Cd2#

1... Cd3  2. Tf4+! Axf4  3. Cf6#